# M/S Kostervåg
M/S Kostervåg är en passagerarfärja som ägs av Koster Marin och trafikerar Västtrafiks linje 899 mellan Strömstad och Kosteröarna. 
Kostervåg byggdes år 2000 vid Oma baatbyggeri A/S, ett varv specialiserat på att bygga katamaraner. En katamaran är ett fartyg eller båt med två parallella skrov, vilket minskar fartygets motstånd i vattnet och det ökar fartygets stabilitet. 2022 byggdes fartyget om till eldrift vid Djupviks Varv, 750 kWh LTO-batterier från Echandia installerades, samtidigt förlängdes båten med 4,21 meter. Ombyggnaden kostade 23 miljoner sek och Koster Marin fick 9 miljoner sek i bidrag av Naturvårdsverket genom Klimatklivet.